# Jean-Baptiste Auguste Puton
Jean-Baptiste Auguste Puton (ur. 16 sierpnia 1834 w Remiremont, zm. 8 kwietnia 1913 tamże) – francuski entomolog, specjalizujący się w hemipterologii.
Uzyskał stopień doktora nauk medycznych. Jest autorem ponad 150 publikacji naukowych poświęconych głównie taksonomii, faunistyce i biologii pluskwiaków krainy palearktycznej. Opisał wiele nowych dla nauki gatunków. W 1869 roku opublikował pierwszy w historii katalog pluskwiaków Europy z regionem śródziemnomorskim włącznie. Drugie jego wydanie ukazało się w 1875 roku, a wydania trzecie i czwarte, z 1886 i 1899 roku, były już katalogami pluskwiaków całej Palearktyki. Jego zbiór zdeponowany został w Muzeum Historii Naturalnej w Paryżu.